# Tephrosia subpectinata
Tephrosia subpectinata är en ärtväxtart som beskrevs av Karel Domin. Tephrosia subpectinata ingår i släktet Tephrosia och familjen ärtväxter. Inga underarter finns listade i Catalogue of Life.